# Albert van den Brulle

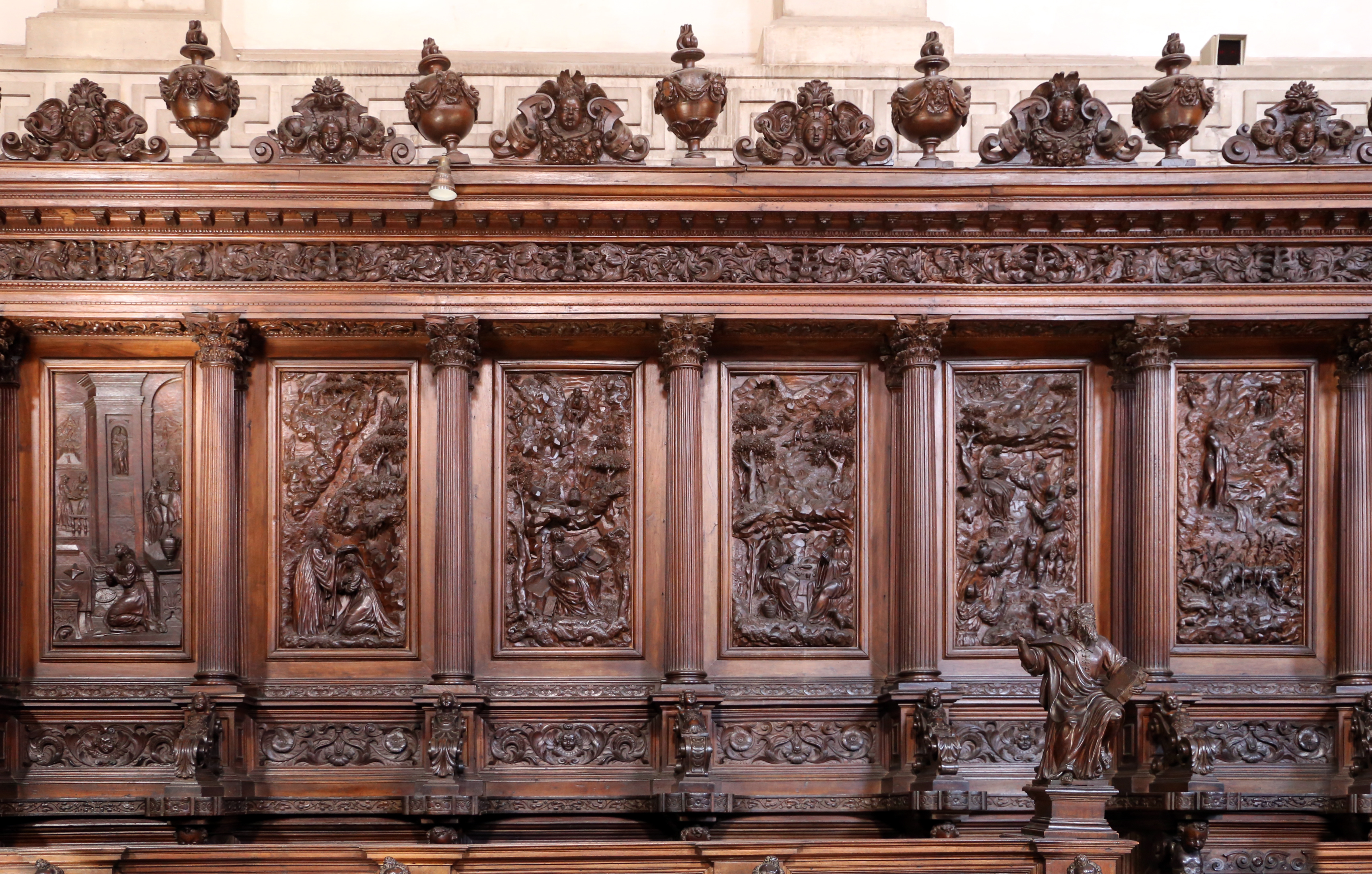
Detail van het koorgestoelte in de San Giorgio Maggiore

Albert van den Brulle, in het Italiaans Alberto de Brule (Antwerpen, ca. 1575 – (?), na 1602) was een Zuid-Nederlands beeldsnijder, van wie enkel werk uit in de San Giorgio Maggiore van Venetië bekend is. 

## Werk
Uiterlijk vanaf 1597 sculpteerde hij het koorgestoelte uit notelaar, meer bepaald de twaalf apostelfiguren, de 48 reliëfs over het leven van de heilige Benedictus, de putti op dolfijnen, de leeuwen en de gevlamde vazen. De reliëfs vormen een narratieve cyclus. Voor de composities richtte Van den Brulle zich naar de prenten opgenomen in het boek Speculum et exemplar Christicolarum vita beatissimi patris Benedicti (1587). Andere kunstenaars leverden de minder complexe delen van het koorgestoelte (Livio Comaschi, Gatti Gasparo en Pietro da San Barnaba). Volgens Stringa was Van den Brulle 25 jaar oud toen hij dit werk verrichtte. Voor dezelfde kerk maakte hij ook een drietal nisbeelden in stucwerk (ondertussen vervangen) en een beeldengroep van Sint-Joris met de draak. Na het einde van zijn opdrachten voor de San Giorgio Maggiore verdwijnt zijn spoor.

## Voetnoten
1. ↑  Francesco Sansovino en Giorgio Stringa, Venetia città nobilissima et singolare, 1604, p. 167

- RKD-Nederlands Instituut voor Kunstgeschiedenis: 484540